# HQ-359
Tàu tên lửa HQ-359 là một tàu thuộc Lớp Osa nằm trong biên chế của Bộ tư lệnh Vùng 4 Hải quân, Hải quân Nhân dân Việt Nam.
Đầu những năm 1980, Việt Nam nhận viện trợ 8 tàu tên lửa Osa II (project 205U) và trang bị cho Hải quân Nhân dân Việt Nam.

## Vũ khí
- Tổ hợp tên lửa hành trình chống hạm P-15 Termit (NATO định danh là SS-N-2): 4 ống phóng đặt ở hai bên sườn tàu. Đạn tên lửa P-15 Termit đạt tầm bắn tối đa 80 km, lắp đầu đạn thuốc nổ mạnh nặng tới 454 kg. Tính toán trên lý thuyết, nếu phóng đủ 4 quả đạn thì tàu Osa II có khả năng tiêu diệt tuần dương hạm cỡ 16.000 tấn.
- Pháo phòng không bắn nhanh AK-230: lắp pháo 2 nòng cỡ 30 mm tiêu diệt mọi mục tiêu trên không ở cự ly tối đa 4 000 m, tốc độ bắn 2 000 viên/phút.[3]